# Mélusine Vaglio
 (mars 2025).
Si vous disposez d'ouvrages ou d'articles de référence ou si vous connaissez des sites web de qualité traitant du thème abordé ici, merci de compléter l'article en donnant les références utiles à sa vérifiabilité et en les liant à la section « Notes et références ».
Mélusine Vaglio, née en 1971 à Arras, est une auteure française de thrillers ésotériques. Elle est notamment la créatrice de la série fantastique Kitty Lord.

## Biographie
Mélusine Vaglio, a créé le personnage de Kitty Lord, une orpheline aux pouvoirs paranormaux.

## Œuvres

### Série Kitty Lord
- Kitty Lord et le Secret des Néphilim , Hachette, 2005.
- Kitty Lord et l'Anneau Ourovore, Hachette, 2006.
- Kitty Lord et les Gardiens de l'Alliance, Hachette, 2007.
- Kitty Lord et l’Arcane Cosmique, Hachette, 2008.

### Autres
- Néphilim, l'autre histoire du Mal, Armand Colin, mai 2010.
- BI, Les femmes qui aiment les hommes... et les femmes , Elith Editions, juin 2017.